# Camponotus bonariensis
Camponotus bonariensis är en myrart som beskrevs av Mayr 1868. Camponotus bonariensis ingår i släktet hästmyror, och familjen myror.

## Underarter
Arten delas in i följande underarter:
- C. b. bonariensis
- C. b. curtulus
- C. b. garbei
- C. b. luteolus
- C. b. parvulus
- C. b. tucumanus
- C. b. weiseri

## Bildgalleri

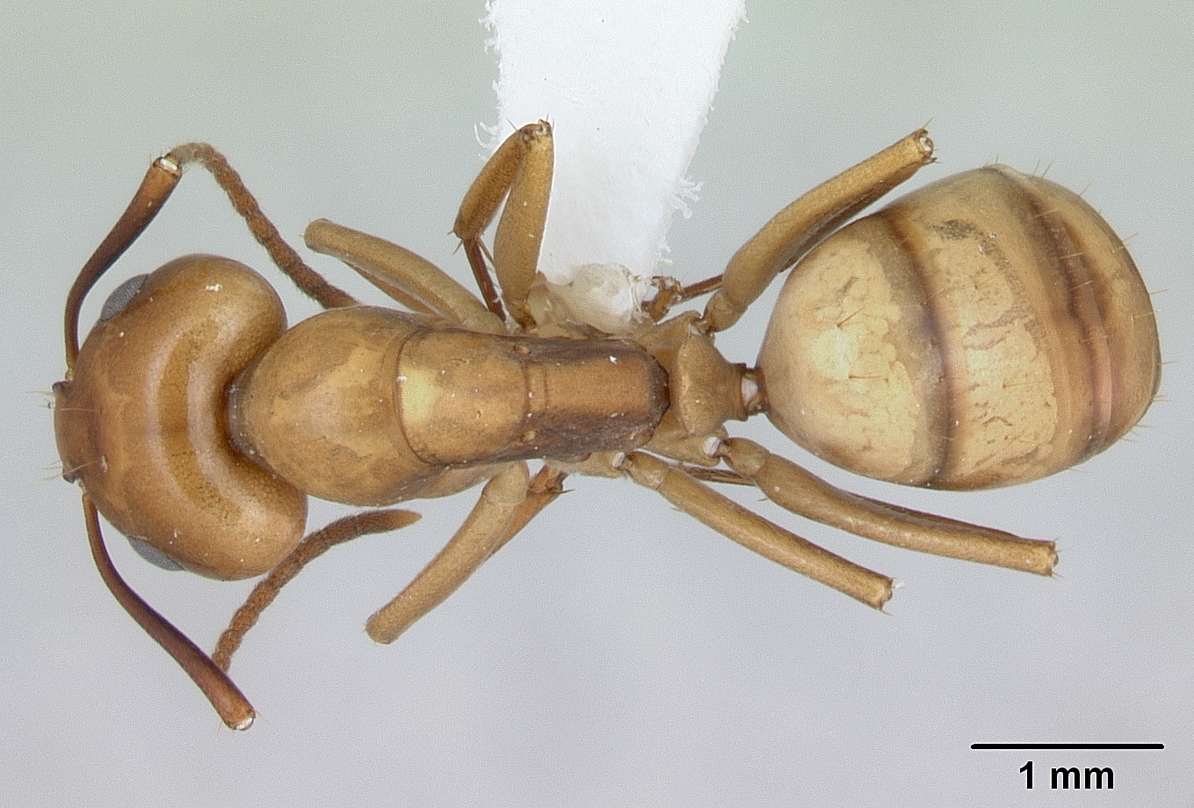
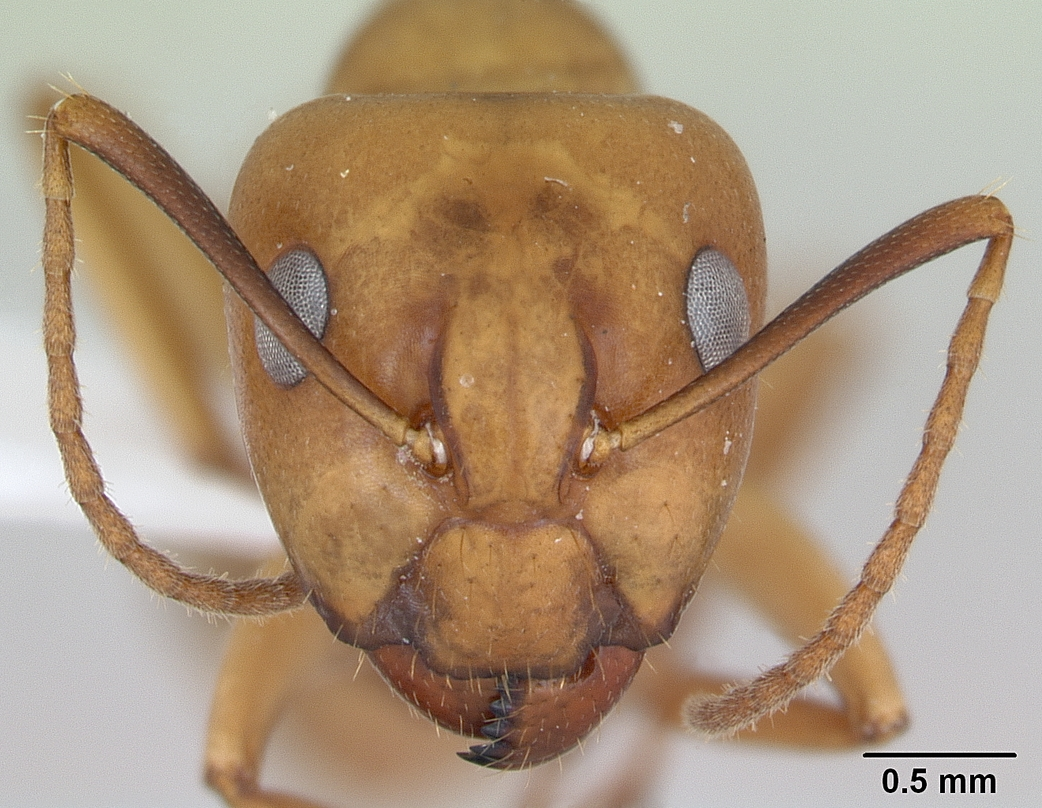
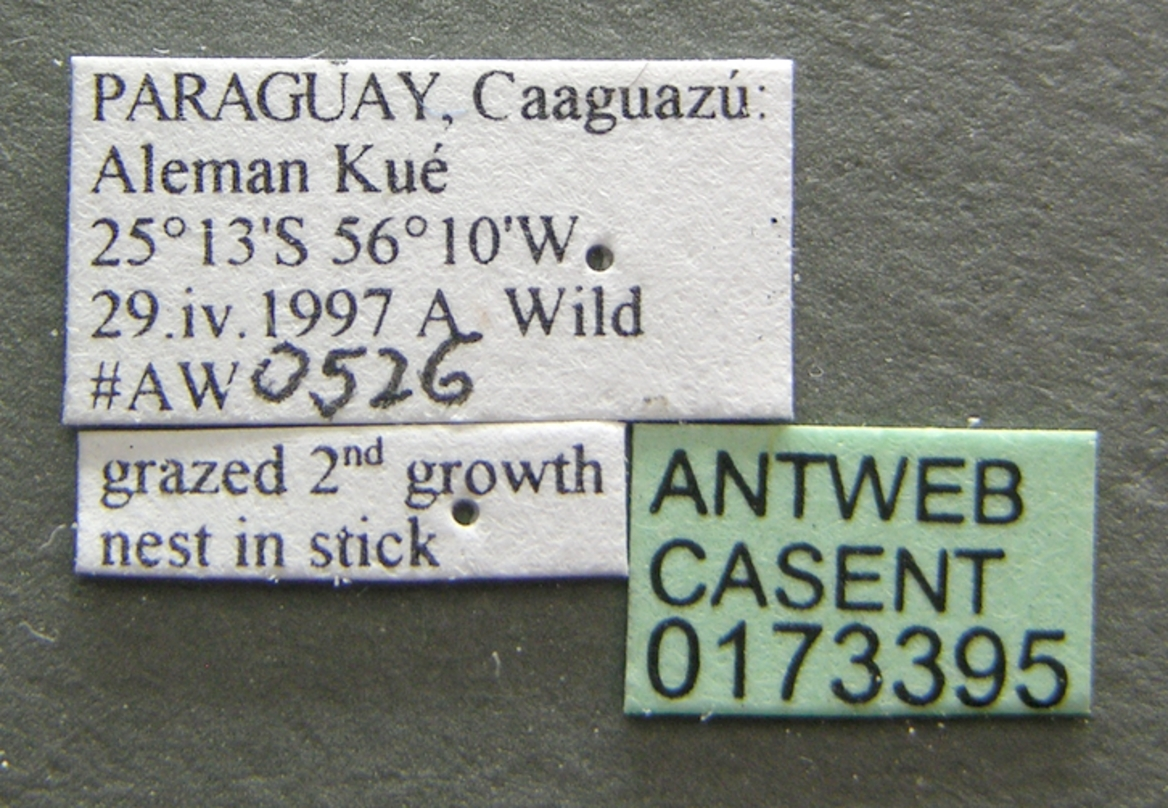
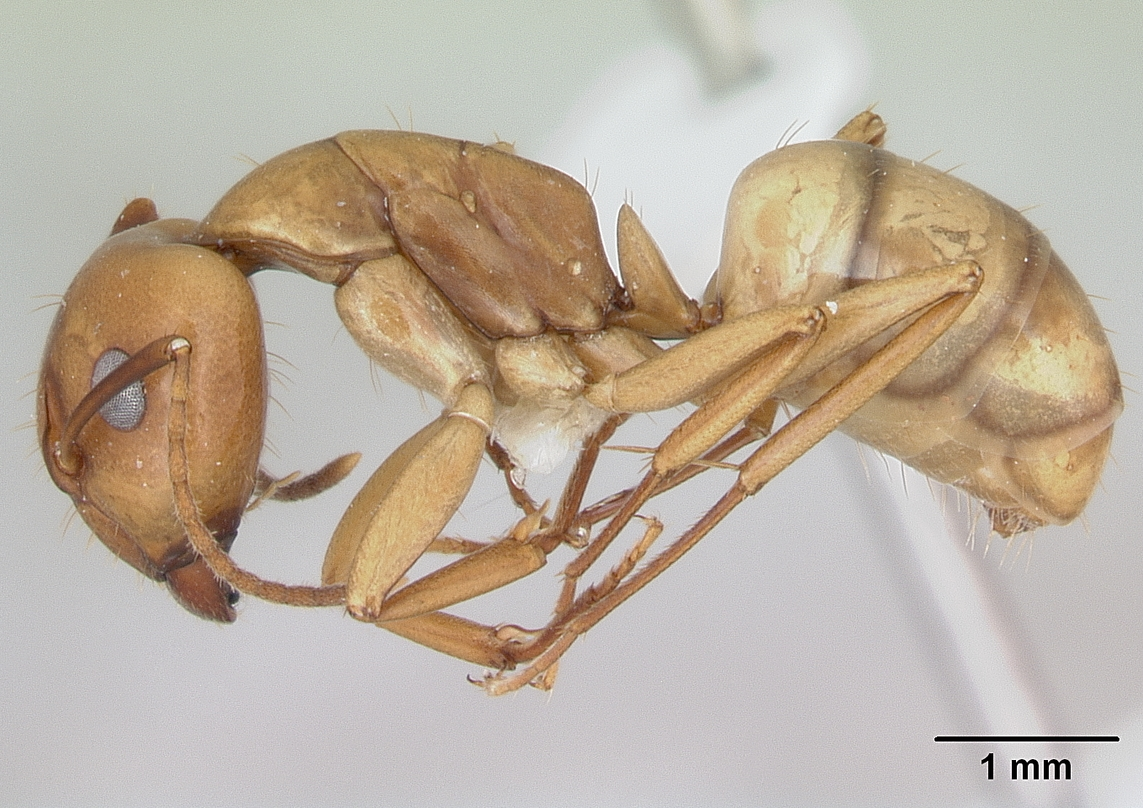
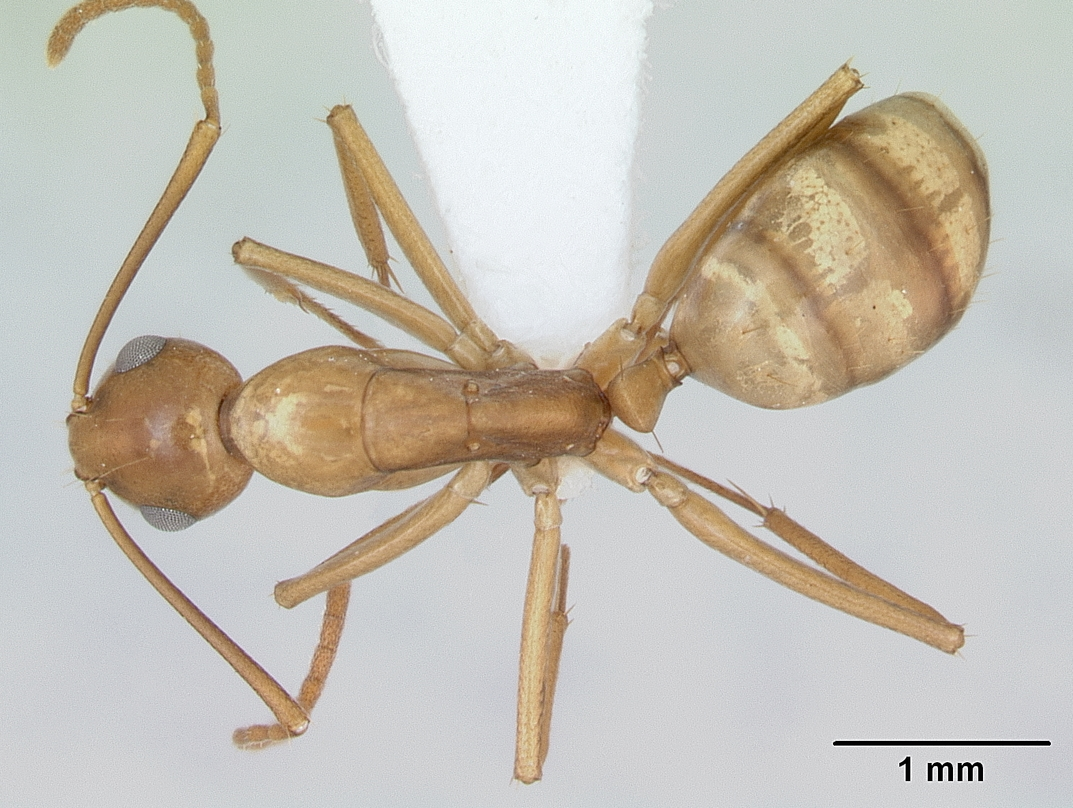
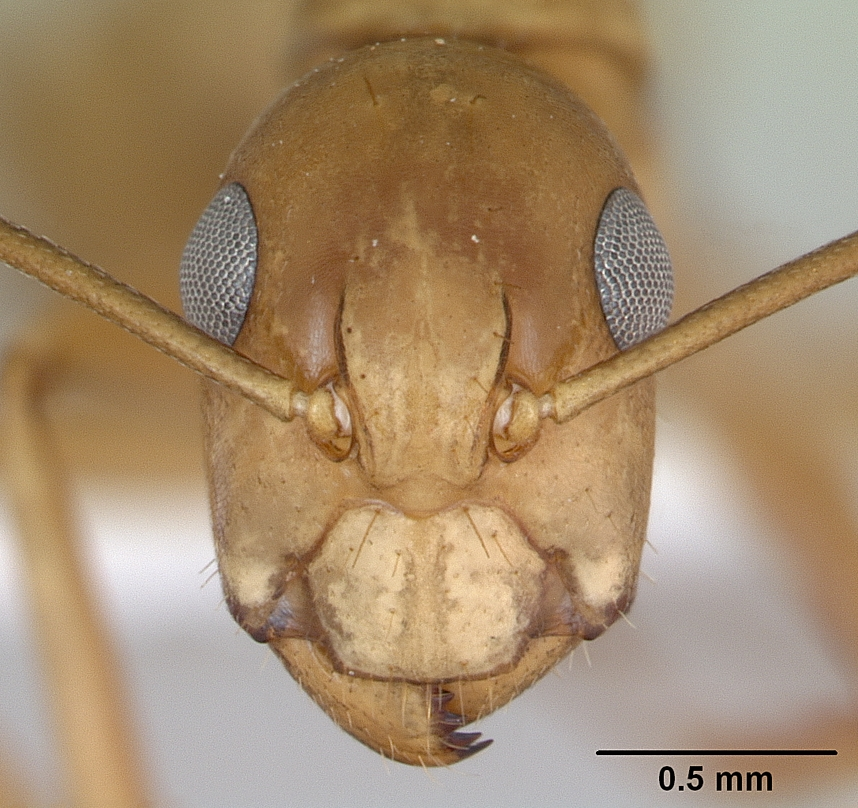